# Esporte Clube Igrejinha
L'Esporte Clube Igrejinha, noto anche semplicemente come Igrejinha, è una società calcistica brasiliana con sede nella città di Igrejinha, nello stato del Rio Grande do Sul.

## Storia
Il club è stato fondato il 26 aprile 1930. Ha vinto il Campeonato Gaúcho Série B nel 1968 e nel 1980.

## Palmarès

### Competizioni statali
- Campeonato Gaúcho Série B: 2

1968, 1980